# 潘璋
潘 璋（はん しょう）は、中国後漢末期から三国時代の武将。呉に仕えた。字は文珪。兗州東郡発干県の人。子は潘平。

## 経歴
15歳の孫権が陽羡県長だったときに、孫権に追随し始めた。潘璋は放蕩な性格で酒を好み、若い頃は貧しかったが、平気でつけで酒を飲み、出世払いで返すと大言壮語していた。孫権にその性格を愛され、募兵の任務を担当し、集まった兵達の部将にそのまま採り立てられた。後に山越征伐で功績を挙げ、別部司馬となった。
呉の中央市場の取締り役を任されたときは、市場で盗難や殺人がなくなった。これにより評判を高め、豫章郡の西安県長となった。当時、荊州の劉表配下の者達が幾度か略奪を働いていたが、潘璋の着任後は侵攻が止み静まり返った。また、隣の建昌で反乱が起きると、任地を建昌に移され、武猛校尉を加えられた。1カ月で反乱を鎮圧し、散逸した民を集め、兵士を8百人ほど増やし建業に帰還した。
建安20年（215年）、孫権は劉備に荊州返還を求めるが劉備は応じず、呂蒙等と共に荊南三郡を取り、呂蒙は三郡を孫河に任せてその日のうちに益陽に向かっている。
合肥の戦いでは曹操軍の張遼が急襲する前に先遣部隊の陳武が戦死し、宋謙や徐盛の軍も敗れ兵士が逃げ出そうとする。この余りに不意打な攻撃に、孫権軍の先遣部隊はすっかり意気消沈し、潘璋は後方から馬を駆って前線に赴き、逃亡する宋謙軍や徐盛軍の兵士を2名ほど斬ったので逃亡していた兵は取って返してこれと戦ったが、先遣部隊の崩壊を防いだ。潘璋は陳武・徐盛・宋謙らの軍勢を引き連れ、張遼を食い止めた。潘璋により士気を呉軍は取り返し、これを見た孫権は潘璋の現場判断力を見て高く評価、この功績が孫権に認められ偏将軍となり、百校の任務を任され、半洲に駐屯した。
建安24年（219年）の関羽討伐では、朱然とともに関羽の退路を断つ任務を受け、臨沮へ赴き夾石へ軍を進めた。部下の馬忠が関羽・関平・趙累を生け捕りにする功績を挙げたため、宜都郡より巫・秭帰の2県を分割して新設された固陵太守を任され、さらに振威将軍・溧陽侯となった。
甘寧が死去すると、その軍の指揮も任された。黄武元年（222年）、夷陵の戦いにも参戦し陸遜と協力して蜀漢の劉備を破った。部下が蜀の大督をしていた馮習を討ち取るという大功を立て、その他敵将や兵士の多くを殺傷したため、平北将軍・襄陽太守となった。
同年、魏の曹真・夏侯尚・張郃らが南郡に攻め、援軍に赴いた孫盛が張郃に撃退された。夏侯尚は先鋒のうちの3万人を率いて、浮き橋を作って百里洲に渡り、そこに陣営を設け軍勢を駐屯させた。潘璋・楊粲は包囲網に突入できず、一時的に後退した。諸葛瑾・楊粲が手勢を合わせて救援に駆けつけたが、なすすべを知らなかった。大量の魏軍は毎日、続々と中洲へと渡った。潘璋は「魏の軍勢は始め盛んで、江水もまだ浅く、まだ戦うべきではありませぬ」と言いた。潘璋は軍力を温存すると、魏軍の攻勢を避けていた。手勢を率いて魏軍より五十里ほど上流へ行き、水城を築いて水を貯め、数百万束の葦を刈って大筏を作り、火を着けて流し、浮橋を焼き払おうとした。ちょうど筏を作り終えて増水に乗せて流そうとしたとき、この計画を実行に移す前に夏侯尚は曹丕の勅命で中州から撤退した。呉軍はこれを見逃さず、水城や満潮で水軍を引き連れ追撃を敢行し、諸葛瑾等と共に魏軍を苦しめ、多くの魏軍が遭難したとある。戦い後、呂蒙の後を継いで陸口の守備にあたることになった。
黄武5年（226年）、孫権は江夏を攻めたが、潘璋も参加した。殿軍を潘璋に任せて撤退すると、夜間に撤退の途中で混乱が生じ、潘璋はこれを止められず、文聘は殿軍部隊を追撃し散々に打ち破った。朱然は、すぐさま取ってかえすと文聘を撤退させ、自軍の撤退が成功したのを見届けてから自身も悠々と退却した。
黄武7年（228年）の石亭の戦いでは、周魴が偽降の調略のため魏の曹休に宛てた手紙の中で、潘璋が、陸遜と共に梅敷を討伐し、平定した。実際にこうした命令があったがどうかは不明である。
黄龍元年（229年）、孫権が帝位につくと右将軍に昇進した。嘉禾3年（234年）、死去した。子は素行不良を理由として、会稽郡に強制移住させられた。妻は建業に住み田地や屋敷を下賜され、小作人50戸の租税を免除された。

## 逸聞
潘璋の性格は粗暴勇猛であったが、禁令はよく実施した。功績を立てることを望み、率いる軍は数千人に過ぎなかったが、どこでも一万の軍勢のような働きを示した。また戦いが一段落すると、軍の管理する市場を開き、他の部隊で物品の不足があれば、皆潘璋の市場で補充させた。
しかし、潘璋は強欲で金銭に執着するところがあり、晩年にそれが一層酷くなって、身分不相応な服装を好んだり、豊かな役人や兵士を殺害し財産を没収するなど、不法行為を何度か起こした。監察の役人がこのことを何度か上奏したが、孫権は潘璋の功績を惜しんでいつも罪を問わなかった。
潘璋は偏将軍となり、関羽を生け捕りにして固陵太守に任命された。孫権は潘璋に一振りの刀を造り、「固陵」と銘打った。

## 三国志演義
小説『三国志演義』においては、孫権が呉の国主になった後に集まってきた武将の一人として名が挙がり、孫権の将軍として何回か名前が登場する。江夏攻略戦・赤壁の戦い・南郡攻略戦・濡須口の戦い・皖城攻略戦・関羽討伐戦・夷陵防衛戦に参加した。
江夏攻略戦では蘇飛を生け捕らえる。
三江口の戦いでは周瑜の指示で三江口に陣取ることになり凌統と共に第3隊として出陣した。赤壁の戦いでは周瑜の策で第6陣として3千人を引き連れて董襲を迎える。烏林の戦いでは董襲と共に敗走する曹操軍にそれぞれ火を掛けて鬨の声をあげ、四方に陣太鼓がとどろきわたった。
南郡攻略戦では周瑜の死んだふりに騙された敵は、牛金を先鋒に、曹仁は中軍、曹洪・曹純を後詰として陳矯だけを城に残して夜襲をかけてきたが、周瑜の本陣はもぬけの空。東からは韓当・蔣欽、西から周泰・潘璋、南から徐盛・丁奉、北から陳武・呂蒙、東・西・北の呉軍と共に曹軍を撃退した。
劉備が孫夫人との婚礼のため呉を訪れ、のちに孫夫人を連れて荊州に逃走したときは、陳武とともに追撃の任を孫権から任されるが、張昭に2人では孫夫人の相手は務まらないだろうといわれ、孫夫人に一喝され引き返している。
濡須口の戦いでは、曹操が40万以上の軍勢を率いて呉に攻め寄せる。孫権に挑発されたため、怒った曹操は部下全員に命じて孫権を生け捕りにしようとしますが、この際に孫権の後ろから左右翼の孫権軍が現れた。右から韓当・周泰、南から陳武・潘璋、四人は弓矢隊3000人を率いて敵全軍を撃退した。敵軍は総崩れに、曹操は矢の雨の下で許褚に救われた。
皖城攻略戦において、呂蒙・甘寧は先鋒となり、蔣欽・潘璋は後詰を務めた。
関羽討伐では正史通りの活躍を見せ、青龍偃月刀を褒美として与えられる。夷陵の戦いでは、関羽の仇として黄忠に付け狙われ逃げ回るが、このときは馬忠に救われ、逆に黄忠を戦死させている。しかし次は関羽の子の関興に狙われ、やはり逃げ回った挙句、寝食を求め訪れた民家で関興と鉢合わせし、関羽の亡霊に怯んだところを関興に斬り殺されている。